# Ophiurochaeta mixta
Ophiurochaeta mixta är en ormstjärneart som först beskrevs av George Richard Lyman 1878.  Ophiurochaeta mixta ingår i släktet Ophiurochaeta och familjen Ophiodermatidae. Inga underarter finns listade i Catalogue of Life.